# ليلى إل
ولدت ليلى إل (بالإنجليزية Layla El) في 25 يوليو عام (1977)، هي مُصارِعة محترفة وعارضة وراقصة بريطانية من أصل مغربي. تقيم حاليا في الولايات المتحدة الأمريكية وهي تلعب في عرض دبليو دبليو إي سماكداون! باسم ليلى. قبل أن تنضم إلى اتحاد المصارعة للمحترفين (WWE) عام 2006 كانت راقصة لـ Carnival Cruise Lines وراقصة لفريق ميامي هيت في الدوري الأميركي للمحترفين في كرة السلة. كما رقصت للمغني الأمريكي كاني ويست في حفل جوائز إم تي في الموسيقية.

## السيرة
ظهرت ليلى في مسابقة DIVA SERCH عام 2006  استجابة لطلب مدربها الشخصي الذي نصحها بالمحاولة وربحت الجائرة 250.000 دولار في 16 من شهر أغسطس بعد أن ربحت عدة جولات من المسابقة وهزمت JT Tinney وJen England في النهائيات.

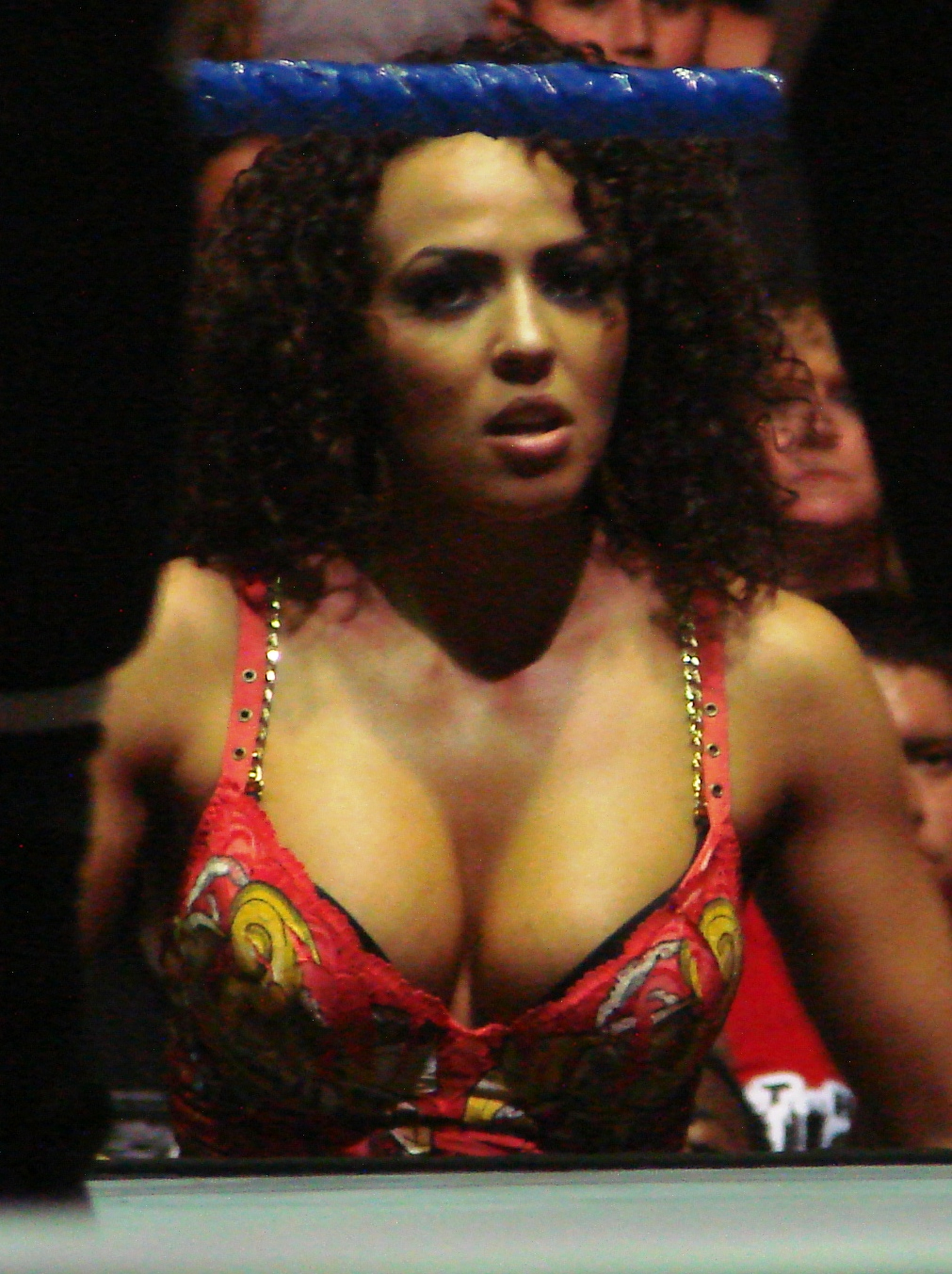
ليلى في سماكداون!

ظهرت ليلى لأول مرة في مهرجان SummerSlam عام 2006 في مقطع حدث في الكواليس عندما أمسكت المُصارِعات بها واستهزأن بها ثم اعتذروا لها وبعدها سحبوها إلى داخل دورة المياه وصفعوها على مؤخرتها وهم يضحكون.
بعدها بأسبوع في دبليو دبليو إي سماكداون! قام المصارع ذا ميز (The Miz) بعمل مقابلة معها وكان يقاطعها ولم يسمح لها بقول الكثير. بعدها غابت لأسبوع وعادت عندما دخلت في تحدي مع المُصارِعات جيليان هول وكريستال مارشال،بعدها غابت لبضعة أسابيع ثم عادت في مهرجان No Mercy عندما قالت للمصارع ذا ميز أن يغمض عيناه لأنها تريد أن تهديه هدية لعيد ميلاده وقامت بجعل المصارع Big Dick Johnson يلعقه عقابا له وكان ذا ميز يعتقد أن ليلى تقوم بذلك.

في 23 من شهر يناير سنة 2007 انتقلت ليلى إلى عرض ECW وانضمت إلى المُصارِعات بروك ادامز وكيلي كيلي للقيام بعرض تعري ورقص أسبوعي في بداية كل عرض ECW وهو ما تجيده ليلى Extreme Expose danced weekly on the ECW show for months،. واستمروا يقومون بالعروض لمدة شهر حتى أنتقل ذا ميز إلى عرض ECW حيث بدأت المُصارِعات الثلاث بمطاردته  إلى أن بدأت المُصارِعة كيلي كيلي بالاهتمام بالمصارع Balls Mahoney ،حيث انقلبت ليلى وبروك على كيلي كيلي وبدأتا بالاستهزاء بها والانضمام إلى عدوها ذا ميز إلى أن قام اتحاد WWE بفسخ عقد المُصارِعة بروك في 1 من نوفمبر، لتصبح العداوة ثنائية بين كيلي كيلي وليلى، أدى هذا إلى انشقاق فريق Extreme Exposé.

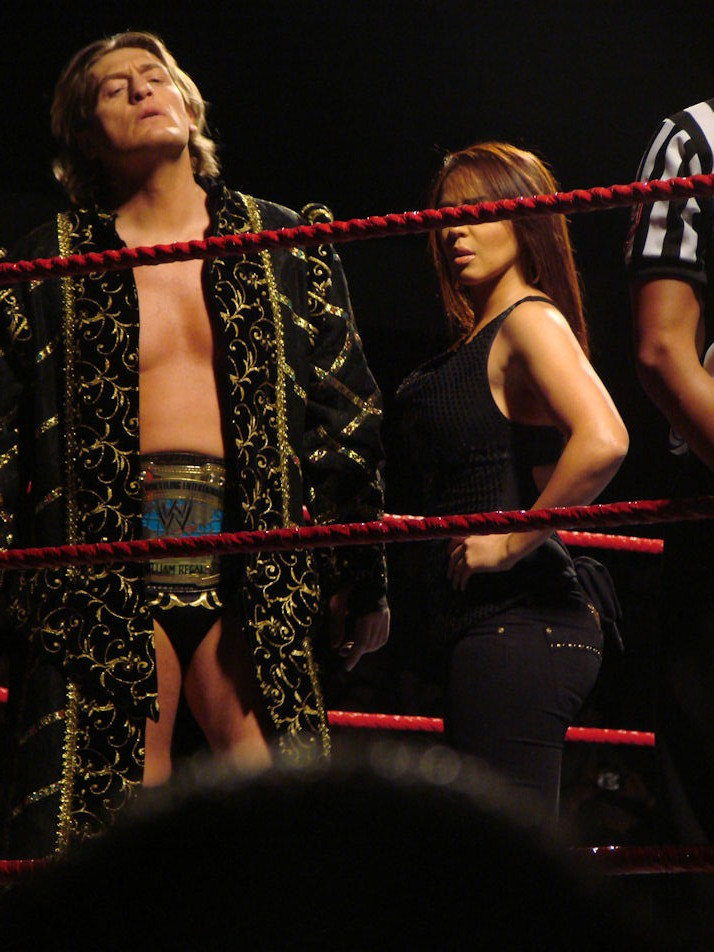
ليلى مع بطل القارات ويليام ريغال

في 2008 قام اتحاد دبليو دبليو إي بعمل مسودة انتقالات (Supplemental Draft) (وهي انتقالات سنوية) لجميع المصارعين حيث يقوم بنقل مصارعين من عرض إلى آخر وكان من ضمن المسودة المُصارِعة ليلى التي انتقلت إلى عرض دبليو دبليو إي راو،حيث أصبحت أول مصارعة لعبت في كل عروض WWE الثلاثة. ولعبت أولى مبارياتها هناك في 7 من شهر يوليو عندما لعبت مع المُصارِعة جيليان هول ضد ميكي جيمس وكيلي كيلي وخسرت المباراة مع جيليان هول، بعدها تحولت إلى محبوبة وبدأت عداوة مع المصارع جيمي نوبل عندما كان يحاول أن يبهرها بمبارياته التي كان يخسرها سريعا ولعب مباراة ضد المصارع ويليام ريغال وفاز عليه مما جعل ليلى تفخر به.وفي 15 من شهر سبتمبر أصبحت ليلى مكروهة عندما تحالفت مع المصارع ويليام ريغال ضد نوبل وحاول نوبل أن يبهرها بمباراة ربحها بسرعة مع بول بورشيل حيث جاءت واعتذرت له قبل أن تدعوه بالفاشل وتقول أنها ستبقى مع ويليام ريغال.وكانت ليلى مع ريغال في 18 من شهر نوفمبر عندما ربح بطولة القارات من سانتينو ماريلا ،ووفي 5 من شهر أبريل لعبت ليلى في مباريات الإزالة في مهرجان WrestleMania XXV، حيث أزيلت بواسطة التوأم بيلا ولم تربح لقب آنسة WrestleMania XXV الذي ربح بواسطة المُصارِعة سانتينا ماريلا (سانتينو ماريلا).
في 15 من شهر أبريل عام 2009 انتقلت ليلى إلى دبليو دبليو إي سماكداون!  بعد أن جاء اسمها في مسودة انتقالات 2009 ،وبدأت عداوة مع المُصارِعة ايف توريس وخسرت مباراة الرقص ومباراة مصارعة الأذرع لصالح إيف.و لعبت مباراة ضدها في 29 مايو. خسرتها أيضا، ولعبت مرة أخرى ضدها في 18 يونيو في عرض WWE Superstars  وخسرت المباراة مرة أخرى، بعد المباراة تصافحت إيف وليلى.وفازت ليلى بأول مباراة لها منذ عودتها إلى سماكداون! ضد ميلينا.
في مارس 2018 ظهرت ليلى في الشبكات الاجتماعية مرتدية الحجاب وقالت في تعليق: «أحظى بعلاج روحي عظيم هنا في مراكش بالمغرب مع عائلتي».

## مظاهر إعلامية أخرى
بعد أن فازت في مسابقة Diva Search قامت ببعض أعمال العرض، حيث ظهرت في مجلة كنج ومجلة سمووث وكانت على غلاف أول أعداد مجلة لكويد. كما ظهرت في مجلة إف إتش إم. مع بقية مُصارِعات فريق Extreme Exposé.وظهرت مع المُصارِعة بيث فونكيس وكانديس ميشيل في عدد فبراير عام 2009 لمجلة فليكس.
في شهر أبريل سنة 2007 ظهرت ليلى وتوري ويلسون وآشلي وماريس أوليت في فيديو كليب للمغني والمنتج الأمريكي تيمبالاند حيث كان عنوان الأغنية "Throw It On Me"  كما ظهرت في برنامج ألعاب يدعى Identity.
وفي نوفمبر عام 2007 ظهرت ليلى مع العديد من مصارعي دبليو دبليو إي في برنامج Family Feud حيث ظهرت في خمس حلقات منه.كما ظهرت في 5 نوفمبر عام 2008 في برنامج Project Runway مع العديد من مصارعات WWE وظهرت أيضا في 13 أبريل عام 2008 في برنامج Celebrity Fit Club Boot Camp كمدربة للمشاركين.

## في المصارعة

### الحركات القاضية والتوقيع
- The Layout حركة كسر رقبة
- حركات التوقيع
- حركة Low dropkick إلى وجه الخصم
- حركة Snapmare
- حركة Miami Clutch قفل الرجل (Hanging figure four necklock)

### مصارعون أدارتهم
- وليام ريغال
- جيمي نوبل
- ذا ميز

## بطولات وجوائز
- برو ريسلينغ إيلوستريتد
  - بي دبليو آي وضعتها في المركز الثالث عشر في قائمة أفضل 50 مصارعة لعام 2011[29]
- دبليو دبليو إي
  - بطولة دبليو دبليو إي ديفاز (مرة واحدة، حاليًا)[30]
  - بطولة دبليو دبليو إي النسائية (مرة واحدة)[31]
  - الفائزة ببرنامج دبليو دبليو إي ديفا سيرش (نسخة العام 2006)[4]
  - جائزة سلامي أووارد لحظة نكلهيد للسنة (2010) – خسارة فريق لايكوول إلى ماي يونغ[32]
  - دبليو دبليو إي دوت كوم وضع فريق لايكوول في المركز السادس والثلاثون في قائمة «أعظم 50 فريقًا ثنائيًا في تاريخ دبليو دبليو إي» عام 2012[33]

== مراجع
1. ↑  "Layla El". Online World of Wrestling. مؤرشف من الأصل في 2012-08-05. اطلع عليه بتاريخ 2009-06-25.
2. ↑  Layla El - Pro Wrestling - Wikia نسخة محفوظة 07 نوفمبر 2015 على موقع واي باك مشين.
3. ↑  "Superstars> Divas> Diva Search> Layla El> Profile". دبليو دبليو إي. مؤرشف من الأصل في 2007-06-15. اطلع عليه بتاريخ 2007-04-15.
4. 1 2  Cohen، Eric. "Interview With Layla El، Winner of the 2006 Diva Search". أبوت.كوم. مؤرشف من الأصل في 2016-04-09. اطلع عليه بتاريخ 2007-04-15.
5. ↑  "Wrestling's historical cards". Pro Wrestling Illustrated presents: 2007 Wrestling almanac & book of facts. Kappa Publishing Group: 121–122. 2007.
6. ↑  "Girls of FHM - Extreme Exposé's Layla". FHMOnline.com. مؤرشف من الأصل في 2007-12-11. اطلع عليه بتاريخ 2007-08-31.
7. ↑  Tello، Craig. "Friday knightmare". دبليو دبليو إي. مؤرشف من الأصل في 2018-08-18. اطلع عليه بتاريخ 2006-08-25.
8. ↑  "SmackDown! results - 22 September 2006". Online World of Wrestling. مؤرشف من الأصل في 2019-04-21. اطلع عليه بتاريخ 2007-04-15.
9. ↑  Tello، Craig. "Premature rumblings". دبليو دبليو إي. مؤرشف من الأصل في 2018-11-16. اطلع عليه بتاريخ 2007-01-23.
10. 1 2  Varsallone، Jim (11 يوليو 2009). "WWE diva، former Heat dancer Layla returning to Miami; Tye Dye Guy as Raw guest GM in Orlando?". ميامي هيرالد. مؤرشف من الأصل في 2009-07-12. اطلع عليه بتاريخ 2009-07-12.
11. ↑  "Kelly Kelly". Online World of Wrestling. مؤرشف من الأصل في 2012-01-02. اطلع عليه بتاريخ 2008-02-09.
12. ↑  "ECW results - 19 June 2007". Online World of Wrestling. مؤرشف من الأصل في 2018-10-09. اطلع عليه بتاريخ 2007-09-07.
13. ↑  "ECW results - 7 August 2007". Online World of Wrestling. مؤرشف من الأصل في 2018-10-09. اطلع عليه بتاريخ 2007-09-07.
14. ↑  "Brooke released". دبليو دبليو إي. مؤرشف من الأصل في 2018-06-26. اطلع عليه بتاريخ 2007-11-01.
15. ↑  "Official 2008 WWE Supplemental Draft Results". دبليو دبليو إي. مؤرشف من الأصل في 2019-03-30. اطلع عليه بتاريخ 2008-06-25.
16. ↑  "Results: Union Jacked". دبليو دبليو إي. مؤرشف من الأصل في 2019-05-28. اطلع عليه بتاريخ 2008-11-12.
17. ↑  Raymond، Katie A. "Results:Say hello to my twin sister". دبليو دبليو إي. مؤرشف من الأصل في 2019-04-20. اطلع عليه بتاريخ 2009-04-05.
18. ↑  "2009 WWE Supplemental Draft results". دبليو دبليو إي. 15 أبريل 2009. مؤرشف من الأصل في 2018-09-19. اطلع عليه بتاريخ 2009-04-15.
19. ↑  McNamara، Andy (29 مايو 2009). "Smackdown: Numbers game too much for Jeff Hardy". Slam! Sports. Canoe.com. مؤرشف من الأصل في 2014-11-29. اطلع عليه بتاريخ 2009-06-02.
20. ↑  Mackinder، Matt (18 يونيو 2009). "WWE Superstars: More Thursday night boredom". Slam! Sports. Canoe.com. مؤرشف من الأصل في 2014-11-29. اطلع عليه بتاريخ 2009-06-20.
21. ↑  ""ليلى" من حلبات المصارعة الحرة إلى ارتداء الحجاب بمراكش". عربي21. مؤرشف من الأصل في 2018-06-23. اطلع عليه بتاريخ 2018-04-26.
22. ↑  "Layla El - King Magazine". مؤرشف من الأصل في 2014-10-07. اطلع عليه بتاريخ 2007-04-15.
23. ↑  Medalis، Kara A. "Layla gets 'Smooth' and sexy". دبليو دبليو إي. مؤرشف من الأصل في 2018-06-19. اطلع عليه بتاريخ 2007-08-15.
24. ↑  Medalis، Kara A. "Layla is LIQUID's premiere cover girl". دبليو دبليو إي. مؤرشف من الأصل في 2018-06-19. اطلع عليه بتاريخ 2006-12-05.
25. ↑  Medalis، Kara A. "Diva Dish: FHM goes Extreme". WWE. مؤرشف من الأصل في 2018-08-09. اطلع عليه بتاريخ 2007-08-10. {{استشهاد ويب}}: الوسيط author-name-list parameters تكرر أكثر من مرة (مساعدة)
26. ↑  Medalis، Kara A. (11 يناير 2009). "Raw Divas 'Flex' some muscle". دبليو دبليو إي. مؤرشف من الأصل في 2018-08-08. اطلع عليه بتاريخ 2009-07-12.
27. ↑  Medalis، Kara A. "The Sexiest Women in L.A." دبليو دبليو إي. مؤرشف من الأصل في 2019-05-17. اطلع عليه بتاريخ 2007-04-20.
28. ↑  Medalis، Kara A. "Diva Dish: 'Runway' Divas". دبليو دبليو إي. مؤرشف من الأصل في 2019-05-07. اطلع عليه بتاريخ 2008-02-10. {{استشهاد ويب}}: الوسيط author-name-list parameters تكرر أكثر من مرة (مساعدة)
29. ↑  "PWI Female 50 2011 Revealed". Pro Wrestling Illustrated. Diva Dirt. 9 سبتمبر 2011. مؤرشف من الأصل في 2013-10-21. اطلع عليه بتاريخ 2011-09-10.
30. ↑  "History of the Divas Championship: Layla". دبليو دبليو إي. 29 أبريل 2012. مؤرشف من الأصل في 2015-09-05. اطلع عليه بتاريخ 2012-04-30.
31. ↑  "History of the Women's Championship: Layla". دبليو دبليو إي. 14 مايو 2010. مؤرشف من الأصل في 2012-01-10. اطلع عليه بتاريخ 2010-05-15.
32. ↑  "WWE News: Full list of 2010 Slammy Awards – 12 announced on Raw, 10 announced on WWE's website". Pro Wrestling Torch. 13 ديسمبر 2010. مؤرشف من الأصل في 2018-09-15. اطلع عليه بتاريخ 2010-12-17.
33. ↑  "Top 50 Tag Teams". دبليو دبليو إي. مؤرشف من الأصل في 2016-02-22. اطلع عليه بتاريخ 2012-04-24.

## وصلات خارجية
- ليلى إل على موقع IMDb (الإنجليزية)
- ليلى إل على موقع ميوزك برينز (الإنجليزية)
- ليلى إل على موقع ديسكوغز (الإنجليزية)
- ليلى إل على موقع قاعدة بيانات الفيلم (الإنجليزية)
- ليلى إل على موقع دبليو دبليو إي (الإنجليزية)
- ليلى إل على موقع CageMatch worker (الإنجليزية)
- ليلى إل على موقع عالم المصارعة على الإنترنت (الإنجليزية)
- ليلى إل على موقع عالم المصارعة على الإنترنت (الإنجليزية)